# Saropogon sculleni
Saropogon sculleni là một loài ruồi trong họ Asilidae. Saropogon sculleni được Wilcox miêu tả năm 1966. Loài này phân bố ở vùng Tân Bắc giới.